# 肯傑任科茲萊
肯傑任科茲萊（[kɛnˈd͡ʑɛʐɨn ˈkɔʑlɛ]  试听）是波蘭的城鎮，位於該國南部，由奧波萊省負責管轄，面積123.42平方公里，海拔高度180米，每年平均降雨量約450毫米，2007年人口64,219。

## 友好城市
- 法國 埃里库尔

## 外部連結

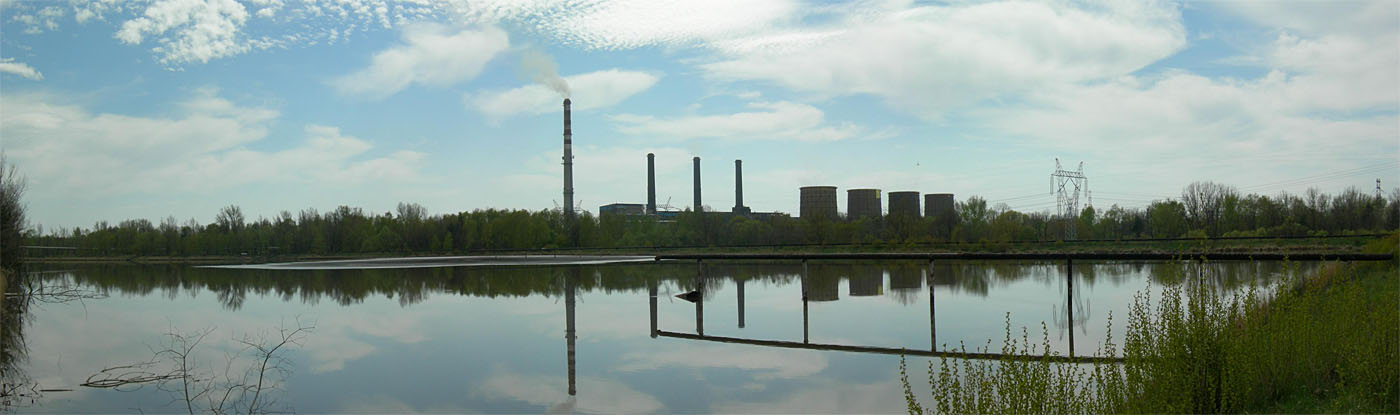

- Jewish Community in Kędzierzyn-Koźle （页面存档备份，存于） on Virtual Shtetl